# 加島站
加島站（日语：／ Kashima eki */?）是位於大阪府大阪市淀川區加島三丁目，屬於西日本旅客鐵道（JR西日本）JR東西線的鐵路車站。車站編號是JR-H48。車站標誌因此站附近有許多以「島」命名的地名，因此以拍打着「島」的海浪「青海波」為象徵。車站南側連接西淀川區。
本站位於東海道本線（JR神戶線）的塚本站至尼崎站間軌道的正下方。此站出入口被東海道本線的軌道兩側夾着。

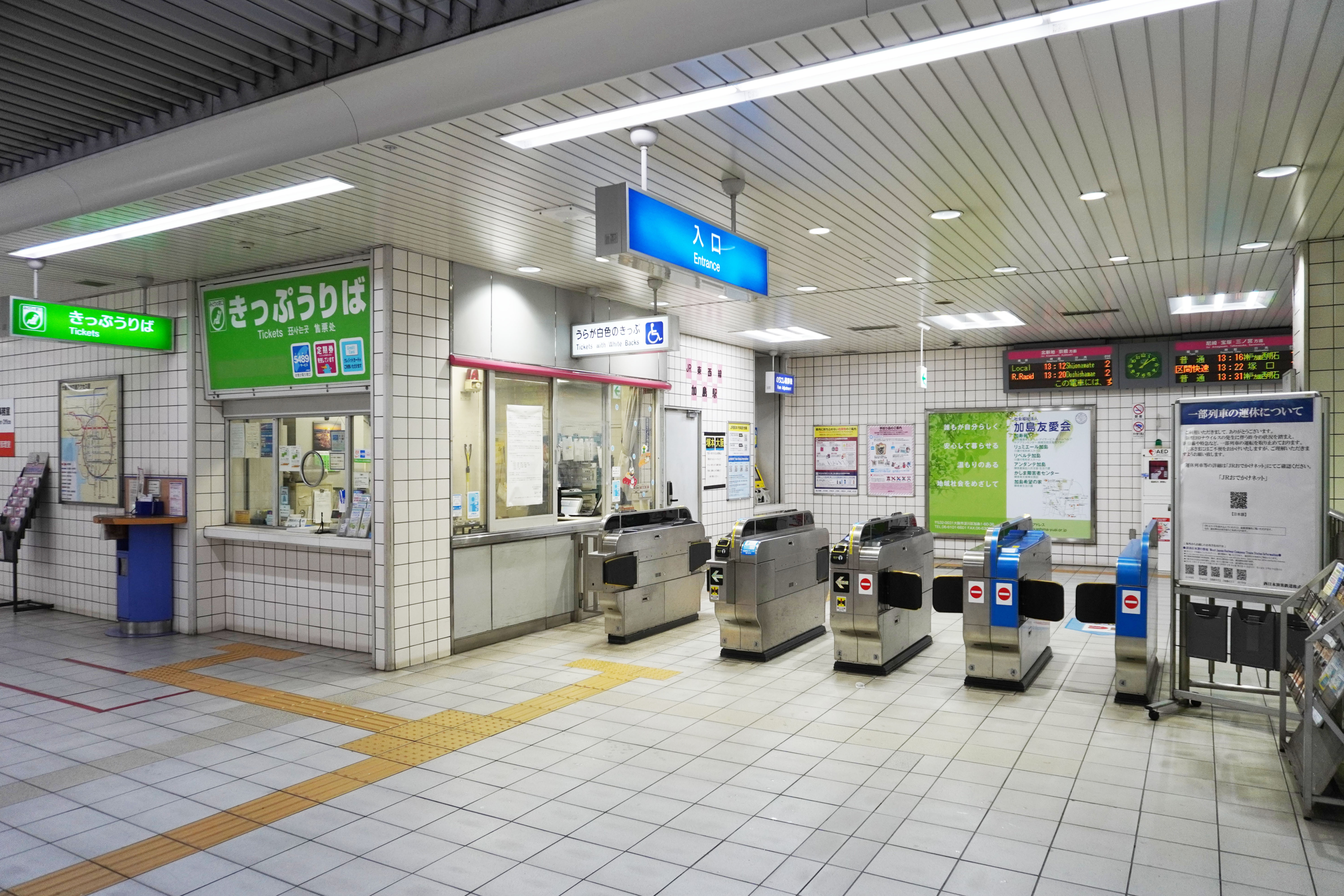
驗票口(2023年2月)

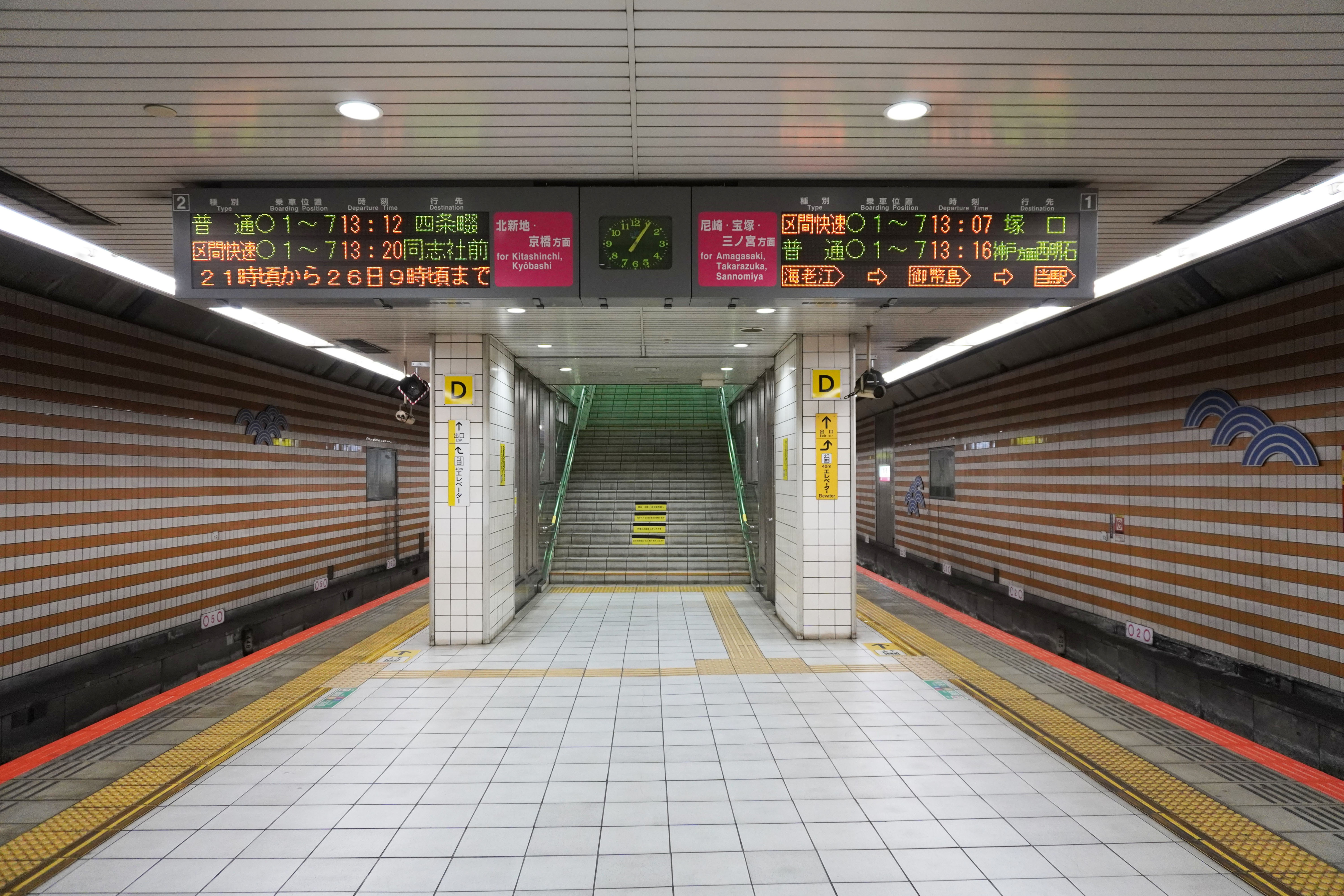
月台(2023年2月)

## 車站結構
本站為島式月台1面2線的地底車站，月台有效長度為8節編組。閘口與大堂位於地下1樓，月台位於地下2樓。此站的月台位於彎道之上。本站只設1個閘口，車站出口則分為北口（淀川區加島側）與南口（西淀川區竹島側）。
本站是由北新地站管理的直營站，可使用ICOCA（可互相使用的IC卡參見ICOCA一項）。此站屬於JR的特定都區市內制度下「大阪市內」的車站。

### 月台配置
| 月台 | 路線     | 方向 | 目的地                   |
| ---- | -------- | ---- | ------------------------ |
| 1    | JR東西線 | 下行 | 尼崎、寶塚、三之宮方向   |
| 2    | JR東西線 | 上行 | 北新地、京橋、四條畷方向 |

## 使用情況
2018年（平成30年）度1日平均上車人次為8,964人。
開業後1日平均上車人次如下表。
| 年度               | 1日平均 上車人次 | 來源     |
| ------------------ | ---------------- | -------- |
| 1997年（平成09年） | 4,941            | [ * 1 ]  |
| 1998年（平成10年） | 5,566            | [ * 2 ]  |
| 1999年（平成11年） | 5,900            | [ * 3 ]  |
| 2000年（平成12年） | 6,259            | [ * 4 ]  |
| 2001年（平成13年） | 6,477            | [ * 5 ]  |
| 2002年（平成14年） | 6,699            | [ * 6 ]  |
| 2003年（平成15年） | 7,146            | [ * 7 ]  |
| 2004年（平成16年） | 7,067            | [ * 8 ]  |
| 2005年（平成17年） | 7,193            | [ * 9 ]  |
| 2006年（平成18年） | 7,361            | [ * 10 ] |
| 2007年（平成19年） | 7,404            | [ * 11 ] |
| 2008年（平成20年） | 7,497            | [ * 12 ] |
| 2009年（平成21年） | 7,351            | [ * 13 ] |
| 2010年（平成22年） | 7,508            | [ * 14 ] |
| 2011年（平成23年） | 7,779            | [ * 15 ] |
| 2012年（平成24年） | 8,023            | [ * 16 ] |
| 2013年（平成25年） | 8,132            | [ * 17 ] |
| 2014年（平成26年） | 8,272            | [ * 18 ] |
| 2015年（平成27年） | 8,570            | [ * 19 ] |
| 2016年（平成28年） | 8,746            | [ * 20 ] |
| 2017年（平成29年） | 8,799            | [ * 21 ] |
| 2018年（平成30年） | 8,964            | [ * 22 ] |

## 電影取景地
《大搜查線》的外傳電影《交渉人真下正義》在拍攝期間，本來要借用東京地下鐵的多個車站拍攝，但東京都交通局考慮到易讓人想起1995年發生的東京地鐵沙林毒氣事件而否決申請。劇組因此只能向日本全國多個地下車站申請拍攝，其中片中虛構的「櫻田門線永田町站」是在加島站取景拍攝。電影於2005年5月7日上映。

## 相鄰車站
西日本旅客鐵道（JR西日本）
 JR東西線
■快速、■直通快速、■區間快速、■普通（全部在JR東西線內各站停車）
御幣島（JR-H47）－加島（JR-H48）－尼崎（JR-H49）

### 使用情況
1. ↑  大阪府統計年鑑 （页面存档备份，存于） - 大阪府
2. ↑  大阪市統計書 （页面存档备份，存于） - 大阪市

大阪府統計年鑑
1. ↑  大阪府統計年鑑（平成10年）PDF
2. ↑  大阪府統計年鑑（平成11年）PDF
3. ↑  大阪府統計年鑑（平成12年）PDF
4. ↑  大阪府統計年鑑（平成13年）PDF
5. ↑  大阪府統計年鑑（平成14年）PDF
6. ↑  大阪府統計年鑑（平成15年）PDF
7. ↑  大阪府統計年鑑（平成16年）PDF
8. ↑  大阪府統計年鑑（平成17年）PDF
9. ↑  大阪府統計年鑑（平成18年）PDF
10. ↑  大阪府統計年鑑（平成19年）PDF
11. ↑  大阪府統計年鑑（平成20年）PDF
12. ↑  大阪府統計年鑑（平成21年）PDF
13. ↑  大阪府統計年鑑（平成22年）PDF
14. ↑  大阪府統計年鑑（平成23年）PDF
15. ↑  大阪府統計年鑑（平成24年）PDF
16. ↑  大阪府統計年鑑（平成25年）PDF
17. ↑  大阪府統計年鑑（平成26年）PDF
18. ↑  大阪府統計年鑑（平成27年）PDF
19. ↑  大阪府統計年鑑（平成28年）PDF
20. ↑  大阪府統計年鑑（平成29年）PDF
21. ↑  大阪府統計年鑑（平成30年）PDF
22. ↑  大阪府統計年鑑（令和元年）PDF

## 外部連結
- 加島｜車站資訊：JR出門網 - 西日本旅客鐵道